# لورانس كوبيرن تايلور
لورانس كوبيرن تايلور (بالإنجليزية: Lawrence Coburn Taylor)‏ هو ضابط أمريكي، ولد في 12 مايو 1920 في سانتا آنا في الولايات المتحدة، وتوفي في 24 أغسطس 1942 في جزر سليمان.